# Topola (gromada w powiecie ząbkowickim)
Topola – dawna gromada, czyli najmniejsza jednostka podziału terytorialnego Polskiej Rzeczypospolitej Ludowej w latach 1954–1972.
Gromady, z gromadzkimi radami narodowymi (GRN) jako organami władzy najniższego stopnia na wsi, funkcjonowały od reformy reorganizującej administrację wiejską przeprowadzonej jesienią 1954 do momentu ich zniesienia z dniem 1 stycznia 1973, tym samym wypierając organizację gminną w latach 1954–1972.
Gromadę Topola z siedzibą GRN w Topoli utworzono – jako jedną z 8759 gromad na obszarze Polski – w powiecie ząbkowickim w woj. wrocławskim, na mocy uchwały nr 33/54 WRN we Wrocławiu z dnia 2 października 1954. W skład jednostki weszły obszary dotychczasowych gromad Topola, Sławęcin, Sosnowa i Błotnica ze zniesionej gminy Mąkolno oraz Śrem ze zniesionej gminy Kamieniec Ząbkowicki w tymże powiecie. Dla gromady ustalono 12 członków gromadzkiej rady narodowej.
1 stycznia 1960 do gromady Topola włączono wieś Doboszowice ze zniesionej gromady Niedźwiedź w tymże powiecie.
1 lipca 1968 gromadę zniesiono, a jej obszar włączono do nowo utworzonej gromady Kamieniec Ząbkowicki (wsie Błotnica, Sławęcin, Sosnowa, Śrem i Topola) oraz do gromady Lubnów (wieś Doboszowice) w tymże powiecie.